# Psaumes d'Anton Bruckner
Anton Bruckner a mis cinq psaumes en musique, le premier en 1852 : le Psaume 114, le dernier en 1892 : le Psaume 150.

## Saint Florian
Au cours de son séjour en tant qu'organiste à l'Abbaye de Saint-Florian, Bruckner mit deux psaumes en musique :
- Psaume 114, WAB 36, en sol majeur est une mise en musique des versets 1 à 9 d'une version allemande du Psaume 116[1] pour chœur mixte à 5 voix et trois trombones. Bruckner le composa en 1852 pour la fête du nom de Ignaz Assmayr[2],[3].
- Psaume 22, WAB 34, en mi bémol majeur est une mise en musique d'une version allemande du Psaume 23[1] pour chœur mixte, solistes et piano. Bruckner le composa vers 1852[2],[4].

## Linz
Lors de son séjour à Linz, Bruckner mit deux autres psaumes en musique :
- Psaume 146, WAB 37, en la majeur est une mise en musique d'une version allemande des versets 1 à 11 du Psaume 147[1] pour double chœur mixte à huit voix, quatre solistes et orchestre. La composition débuta probablement vers 1850, au cours de la période de Saint Florian, et fut achevée vers 1856, au cours de la période d'étude auprès de Sechter[5],[6].
- Psaume 112, WAB 35, en si bémol majeur est une mise en musique d'une version allemande du Psaume 113[1] pour double choeur mixte à huit voix et orchestre. Bruckner le composa en 1863, après la fin de la période d'étude auprès de Kitzler[7],[8].

## Vienne
Environ trente ans plus tard, lors de son séjour à Vienne, Bruckner mit un dernier psaume en musique :
- Psaume 150, WAB 38, en do majeur est une mise en musique de la version allemande du Psaume 150[9] pour chœur mixte, soliste soprano et orchestre. Bruckner le composa en 1892, à l'occasion de l'inauguration de l'Internationale Ausstellung für Musik und Theatherwesen à Vienne[10],[11].

Les cinq psaumes de Bruckner sont édités dans le Volume XX de la Bruckner Gesamtausgabe.

## Sources
- Anton Bruckner – Sämtliche Werke, Band XX: Psalmen und Magnificat (1852-1892), Musikwissenschaftlicher Verlag der Internationalen Bruckner-Gesellschaft, Paul Hawkshaw (Éditeur), Vienne, 1996
- Uwe Harten, Anton Bruckner. Ein Handbuch. Residenz Verlag, Salzbourg, 1996.  (ISBN 3-7017-1030-9).
- Cornelis van Zwol, Anton Bruckner 1824-1896 - Leven en werken, uitg. Thot, Bussum, Pays-Bas, 2012.  (ISBN 978-90-6868-590-9)